# Man med duvor
Man med duvor är en svensk kortfilmsdokumentär från 2021 regisserad, skriven och producerad av Lina Maria Mannheimer. Filmen belönades med en guldbagge i kategorin bästa kortfilm vid Guldbaggegalan 2022. Filmen hade premiär i Sverige 8 mars 2021 vid Tempo dokumentärfestival.

## Handling
Filmen följer Giuseppe Belvedere, en hemlös man i Pariskvarteret Marais som matar och tar hand om stadens duvor. Belvedere bor i en skåpbil där han sköter om skadade duvor och tar med dem till veterinären för att de ska få vård. Filmen visar även Parisinvånarnas reaktion på Belverdes fågelmatning. Vissa reagerar med äckel och hat medan andra försvarar honom. Mot slutet av filmen visas ett youtubeklipp med en konfrontation mellan Belvedere och polisen.

## Om filmen
Giuseppe Belvedere kommer ursprungligen från Kalabrien i Italien och flyttade som ung till Paris för att arbeta. När regissören Lina Maria Mannheimer filmade Ceremonin i Paris fick hon syn på Belvedere när han opererade en duvas fot stående vid Centre Pompidou. Enligt Mannheimer: "Det drabbade mig att se poesin i den äldre hemlöse mannens omsorg om den här duvan och dess välmående".
Giuseppe Belvedere avled 11 januari 2022, 76 år gammal.